# Bipartismus
Bipartismus je vedle monopartismu a multipartismu jedním ze tří možných stranických systémů ve státě.
Jde o systém, ve kterém existují dvě hlavní politické strany (existovat mohou i další malé „třetí“ strany), které získávají tolik voličských hlasů, že soutěž probíhá v podstatě pouze mezi nimi. Obě strany se pravidelně střídají u moci, přičemž jedna strana sama vytváří vládu a druhá strana představuje opozici, jež je připravena vládnoucí stranu vystřídat. Hlavní politické strany se většinou nacházejí na odlišných pólech ideologického spektra a bojují mezi sebou převážně o středové voliče.
Typickými příklady jsou:
- Spojené státy americké (Demokratická strana USA a Republikánská strana USA)
- Kanada (Konzervativní strana Kanady a Liberální strana Kanady)
- Spojené království (Konzervativní strana a Labouristická strana)